# Abraham Storck
Pour les articles homonymes, voir Storck.
Abraham Storck (ou Sturckenburch), baptisé le 17 avril 1644 à Amsterdam, dans les Provinces-Unies et mort dans la même ville le 8 avril 1708, est un peintre de marine de l’âge d'or de la peinture néerlandaise notamment connu pour ses tableaux représentant la marine de la république des Provinces-Unies lors du siècle d'or néerlandais.

## Biographie
Il est le plus jeune fils du peintre allemand Johannes Sturckenburgh (1603-après 1663) et le frère de Johannes Storck (1629/1630-1673) ainsi que de Jacobus Storck (1641-après 1692). Il fut membre de la Guilde Saint-Luc d'Amsterdam à partir de 1679.
Reconnu comme faisant partie de l'École picturale néerlandaise, au style baroque, plusieurs des œuvres de l'Amstellodamois sont désormais exposées au Rijksmuseum et au musée du Louvre à Paris. Il utilisa le nom de Sturckenburch jusqu'en 1688.

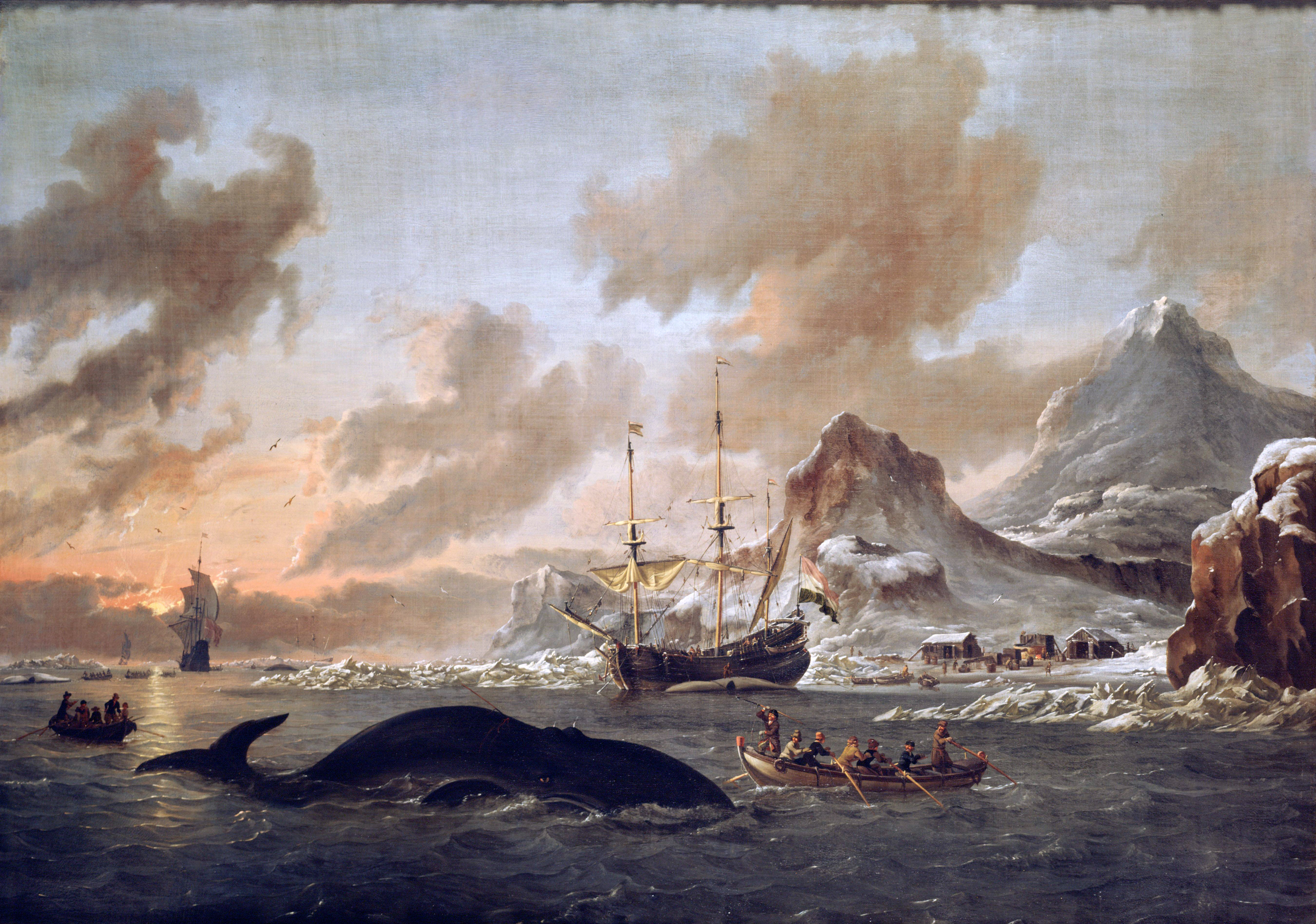
Baleiniers près de la côte de Spitsbergen, 1690
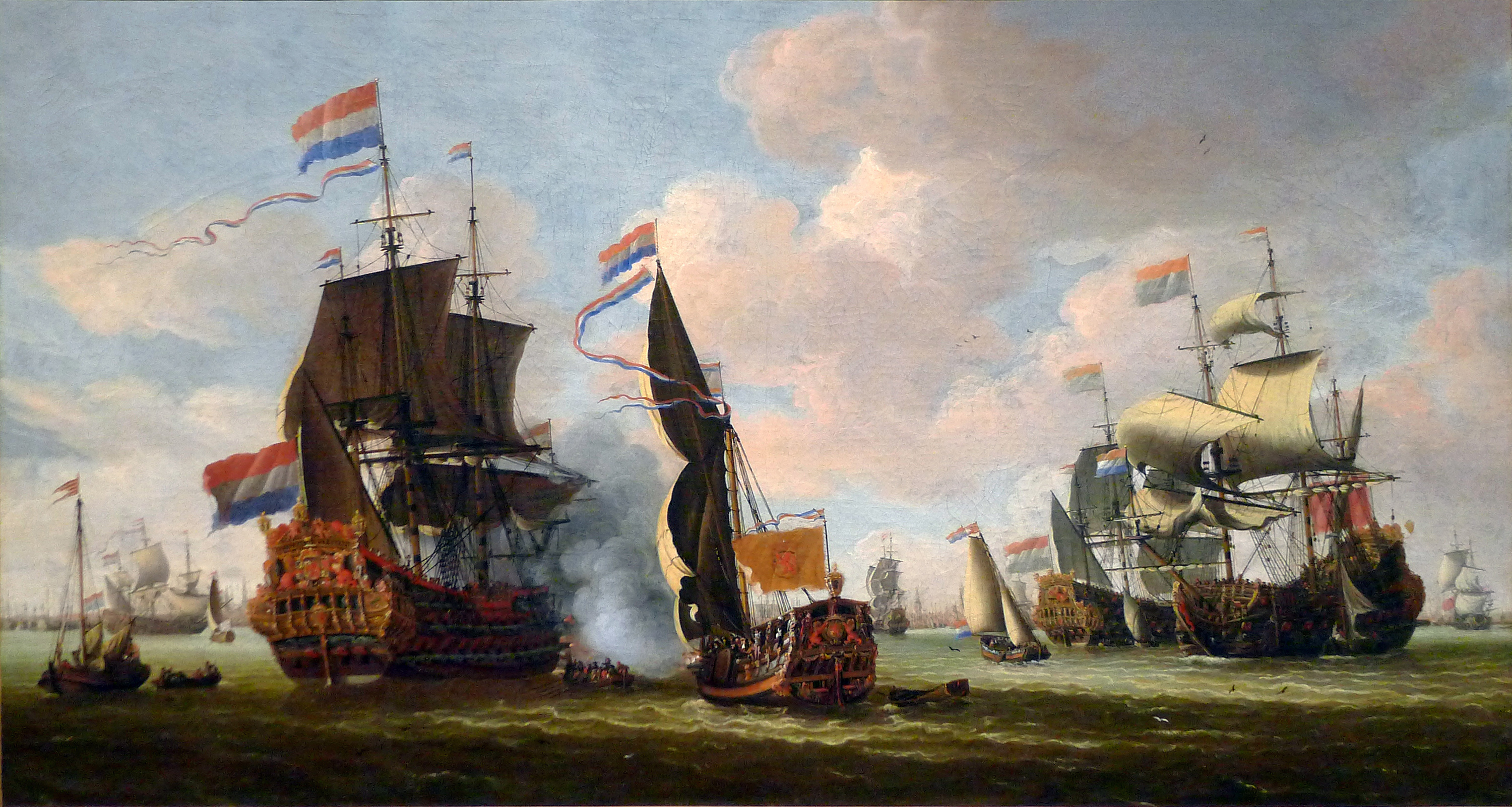
La flotte néerlandaise dans la rade d'Amsterdam (musée des Beaux-Arts d'Angers).